# Cinerama

Logo

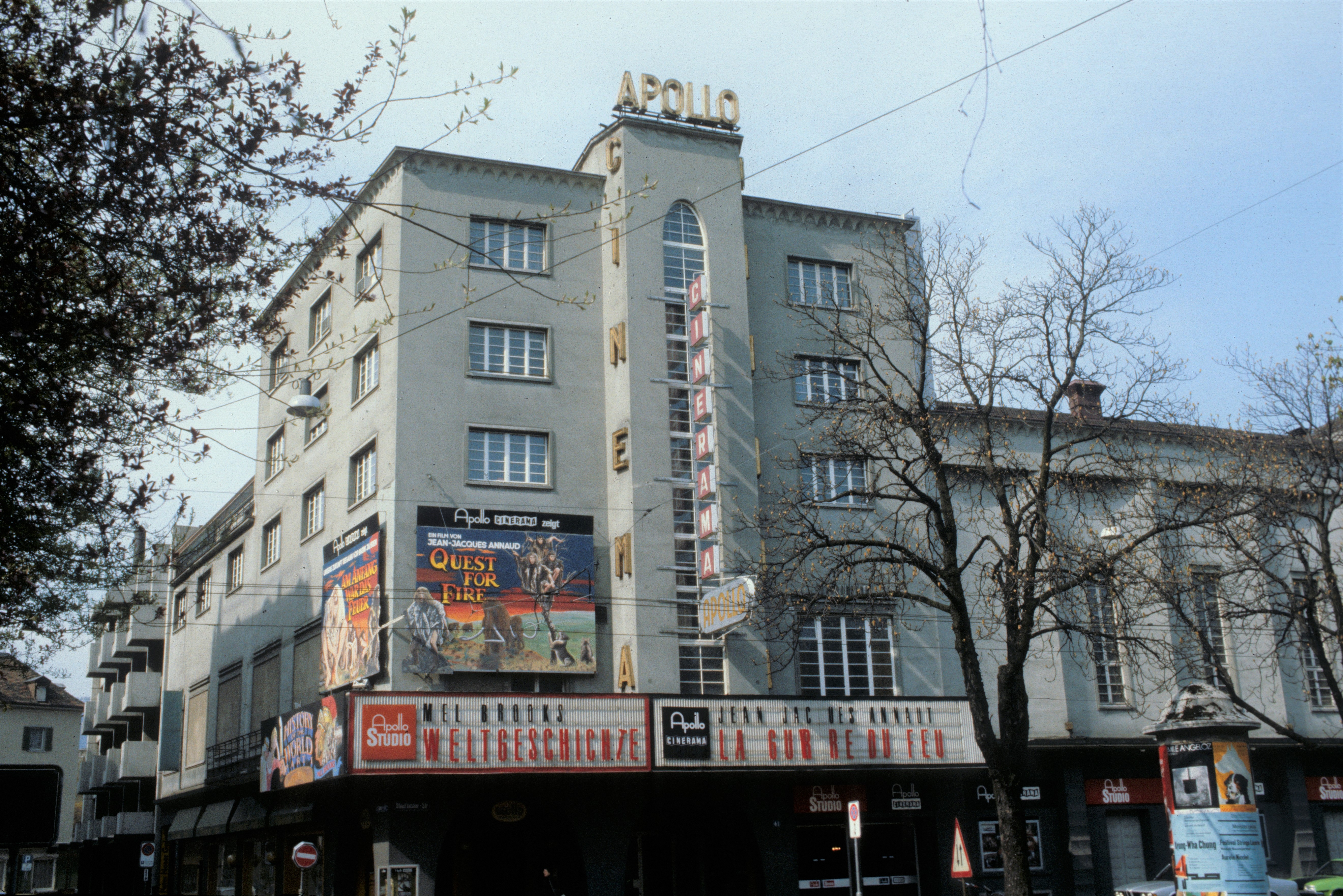
Apollo Cinerama, Zürich

Cinerama ist ein von der gleichnamigen Firma entwickeltes, extremes Breitwand-Filmformat mit dem Seitenverhältnis von 2,685:1, das 1952 auf den Markt kam. Bei der Aufnahme und bei der Projektion sind drei synchron laufende 35-mm-Filmkameras, jeweils ausgestattet mit einer 27-mm-Festbrennweitenoptik von Kodak, und entsprechende Projektoren nötig. Die Bildfrequenz betrug zunächst 26 Bilder pro Sekunde, später 24. Das Wort Cinerama kam durch eine Zusammensetzung der beiden Wörter Cinema (abgeleitet von Kinematographie) und Panorama zustande.

## Cinerama-Technik
Für den Ton und die Synchronisation der drei Projektoren im Kino kam zusätzlich ein viertes Gerät zum Einsatz, das 35-mm-Magnetfilm mit sieben Tonspuren abspielt (SepMag-Verfahren). Der Filmschritt misst sechs Lochabstände. Mit mehreren Mikrofonen aufgenommener Originalton wird letztlich als Magnetfilm mit ursprünglich acht, später sechs Spuren über sechs Lautsprechergruppen im Kinosaal wiedergegeben. Es wird unterschieden zwischen Mitte, links, rechts, halb links, halb rechts und Umgebung. Das war der erste magnetische Raumklang-Filmton.
Das Bild wird auf eine über 146° gekrümmte Bildwand projiziert, die aus vielen einzelnen vertikalen Segmenten (Louvered Screen) besteht. Beim ähnlichen späteren Filmformat Cinemiracle werfen die Projektoren das Teilbild indirekt (über Spiegel) überkreuzt auf die Leinwand (linker Projektor: rechter Leinwandbereich; mittlerer Projektor: Mitte; rechter Projektor: linker Leinwandbereich).
Das Laufbild hat die Größe von mindestens 20 auf 8 Metern. Die Bildwand steht auf einem Kreis, dessen Radius der Projektionsdistanz entspricht. Die Sitzplätze werden nach Möglichkeit in einem Quadrat angeordnet, das ungefähr auf Kreismitte liegt. Damit Cinerama funktionierte, mussten fünf Techniker gleichzeitig arbeiten: An jedem Laufbildprojektor saß ein Vorführer, ein vierter war ein Springer, und ein Tontechniker regelte die Kanäle. Bild- und Tonkopie waren auf Spulen für je etwa eine Programmhälfte verteilt. Während der Pause spulte man die erste Hälfte zurück. Für die rund 15-minütigen Pausen wurden für viele Filme eine extra Pausenmusik komponiert, die zum Teil auch auf den jeweiligen Filmmusik-Tonträgern zu hören ist.
In der gebogenen Bildwand bestehen die zwei Hauptprobleme von Cinerama. Zunächst hellt das reflektierte Licht von den Seiten die Bildmitte auf und zum Zweiten sind die Stöße zwischen den Teilbildern als senkrechte Streifen zu sehen. Abhilfe suchte man mit dem so genannten Louvered Screen, der keine geschlossene Fläche ist, sondern aus Hunderten von einem Zoll breiten Streifen reißfesten Kunststoffs besteht, die senkrecht in einen starken Rahmen gespannt sind. Jeder Streifen ist um die Längsachse richtbar. Die Stoßstellen brachte man zum Verschwinden mit so genannten „Gigolos“. Das sind gezackte Blechstreifchen, die beim Bildfenster im Projektor elektromagnetisch in Vibration gesetzt werden, um das Randlicht zu verwischen. Sobald dann noch die seitlichen Teilbilder nicht mehr direkt, sondern über Spiegel projiziert wurden (Projektoren nach außen gedreht, Kopie seitenvertauscht eingespannt), bekam das System den Namen Cinemiracle. Ein „Miracle Screen“ taucht später bei CinemaScope wieder auf, besteht aber nicht aus Streifen.
Die Aufführung der Cinerama-Filme war in den Jahren von 1952 bis 1963 ein großer Erfolg. Eigens dafür wurden um die ganze Welt, besonders in Europa, Cinerama-Kinos mit riesigen Leinwänden von bis zu 30 × 10 Metern gebaut. Es war damals ein überwältigendes Erlebnis, inmitten der gekrümmten Leinwände und mit bis zu 7-Kanal-Magnetton (Kinopanorama bis zu 9-Kanal-Magnetton) umgeben zu sitzen und auf „Weltreisen“ zu gehen. Die Produktion und auch das Aufführen der Filme in den Kinos war sehr aufwändig und letztlich zu teuer. Man bemühte sich im Weiteren, die große Leinwand nur noch mit Hilfe eines Projektors zu füllen.

## Weitere Breitwand-Formate
Unter Mike Todd, dem damaligen Ehemann von Elizabeth Taylor, wurde im Gegenzug zu Cinerama das „Todd-AO“-Verfahren (AO = American Optical (Company)) entwickelt. Mit dem von ihm produzierten Musical-Film Oklahoma! (1955) wurde der 70-mm-Film nur noch von einem Projektor vorgeführt und war somit wesentlich preiswerter. Der Blickwinkel verringerte sich auf 128 Grad. Die mehrkanalige Magnettonspur war nun direkt auf dem 70-mm-Film aufgebracht.
Die Cinerama-Company folgte diesem Verfahren bei späteren Filmen (It’s a Mad Mad Mad Mad World, 1963) unter dem Titel Super-Cinerama. Das Format Super-Cinerama  hat allerdings, bis auf den Namensteil, nichts mehr mit dem herkömmlichen Cinerama-Verfahren zu tun. Es handelt sich um eine der zahlreichen Bezeichnungen des 70-mm-Formats („Ein-Linsen-Projektion“), das noch besonders geeignet war, ohne ausgeprägte Randverzerrungen auf den großen gekrümmten Cinerama-Leinwänden gezeigt werden zu können.
Die fast plastische Raumtiefe der ehemaligen 3-Linsen-Projektion der Cinerama-Filme ging damit jedoch etwas verloren. In der UdSSR wurde im Gegenzug zu Cinerama ab 1956 das Kinopanorama-Verfahren entwickelt.

## Cinerama-Theater

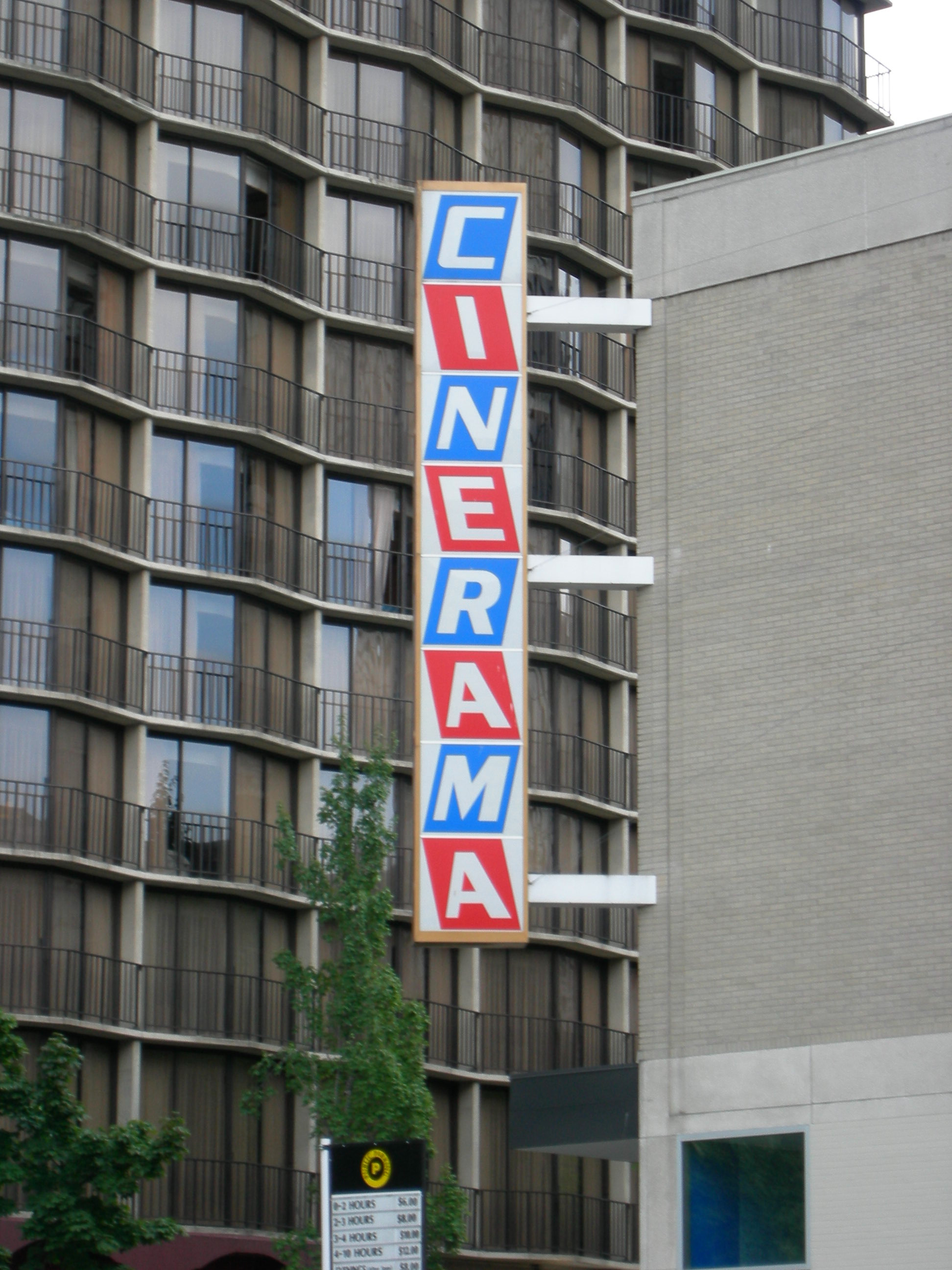
Cinerama-Kino in Seattle, USA

In der Schweiz gab es ein einziges, das einstige Apollo Cinerama beim Stauffacherplatz in Zürich (Leinwandgröße 20 × 9 Meter). Nach Misserfolgen, besonders durch die aufwendige Technik und damit verbundenen Störungen, wurden die Projektoren durch die damals neuentwickelten legendär gewordenen und später oscarprämierten „Philips DP 70“ ersetzt, die zudem auch 35-mm-Film abspielen konnten. Die nun auf das Todd-AO umkopierten Filme konnten mit erheblich weniger Aufwand und nahezu störungsfrei vorgestellt werden. Im Apollo gab es lange Zeit eine mit Lichteffekten verbundene Kinoorgel.
Das Kino mit der größten gekrümmten fest-installierten Breitleinwand der Welt (32 × 13 Meter, Krümmung 120 Grad) befand sich in Berlin. Es handelte sich dabei um den Royal Palast im Europa-Center.
Zum Vergleich: das Cinerama-Cooper-Theater in Denver hatte eine Leinwandgröße von 32 × 11,5 Meter, und die Leinwand des Cinerama-MIR-Theater in Moskau war 31 × 11,5 Meter groß. In London war die Leinwand des Casino-Cinerama-Theater damals 19,5 × 7 Meter groß – hier Weltpremiere am 1. November 1962 von How the West Was Won. Die größte Breitleinwand (kein IMAX) des Landes (England) besaß und besitzt wohl auch noch heute das Odeon Marble Arch mit 23 × 9 Meter. Der Berliner Royal-Palast wurde im Herbst 2006 abgerissen, um Platz für ein Saturn-Kaufhaus zu schaffen. Es befanden sich dort noch 3 Projektionskabinen, aber 3-Linsen-Cinerama-Filme wurden dort bereits nicht mehr gezeigt. Das Kino wurde am 10. August 1965 mit der Aufführung des Super-Cinerama-Films „Die größte Geschichte aller Zeiten“ (The Greatest Story Ever Told, 1965) eröffnet.
Das erste Todd-AO-Kino in Europa wurde in Deutschland gebaut. Es handelte sich dabei um das Savoy Filmtheater am Hamburger Steindamm. Die offizielle Eröffnung fand am 14. März 1957 statt. Der Eröffnungsfilm war damals jedoch „nur“ ein normaler CinemaScope-35-mm-Farbfilm: „Roter Staub“ (The Brave One). Der Demonstrationsfilm „Das Wunder von Todd-AO“ wurde aber damals bereits auf der großen gekrümmten Leinwand (20 × 8,5 Meter) im Beiprogramm gezeigt. Das Kino existierte seit 1998 nur noch als ein „Geisterkino“. Im Foyer befand sich ein orientalischer Schnäppchenmarkt. Seit 2013 wird das Savoy Filmtheater wieder bespielt. Das Hamburger kommunale Metropolis Kino (ehemals Dammtorstrasse) nutzt das „Savoy“ vorerst für etwa 3 Jahre als Exil.
Das 1959 in Hamburg eröffnete Grindel-Filmtheater hatte nach einem Umbau im Jahr 1963 eine Leinwandgröße von 27 × 10 Meter. Dort wurden damals auch 3-streifige Cinerama-Filme gezeigt, zum Beispiel am 1. Februar 1963 die Deutschlandpremiere von How the West Was Won. Bei späteren Umbauarbeiten wurde die große gekrümmte Leinwand durch eine kleinere Flachleinwand (20 × 11 Meter) ersetzt. Das Kino wurde zum 31. März 2008 geschlossen, um Platz für eine Wohnraumbesiedlung zu schaffen.
Ferner gab es diverse „Wander-Cineramas“. Es handelte sich dabei um riesige Traglufthallen oder auch Zelte, in denen die Filme gezeigt wurden. Bekannt wurden sie in England und in Frankreich auch unter dem Namen „Itinerama“.
Anlässlich der Internationalen Gartenbauausstellung (IGA) in Hamburg stand vom 26. April bis zum 13. Oktober 1963 auf dem Heiligengeistfeld ein Cinerama-Zeltkino. Gezeigt wurde die Cinemiracle-Produktion Windjammer.
1964 wurde das erste Cinerama-Drive-In-Kino (Auto-Kino) in Inglewood (Kalifornien) eröffnet, das Century-Drive-In-Theatre. Es verfügte damals über eine Leinwandgröße von sage und schreibe 54 × 18,8 Meter. In den 1980ern wurde es abgerissen.
Andere Spielstätten für 3-streifige Cinerama-Filme in Deutschland waren einst:
- Aachen: Eden Palast
- Augsburg: Rex (?)
- Berlin: Capitol (erstes Cinerama Theater in Deutschland – Premiere von This is Cinerama am 29. April 1959, später Totalumbau zum Theater) (Cinemiracle)*, Sportpalast (Mehrzweckhalle, Leinwandgröße damals 24 × 10 Meter) (Cinemiracle)*
- Bonn: Universum
- Braunschweig: Kaiserhof (Leinwandgröße 13,6 × 6,2 Meter) (Cinemiracle)*
- Bremen: Regina (Leinwandgröße 20 × 8 Meter) (Cinemiracle)*
- Duisburg: U.T.-Palast
- Düsseldorf: Tonhalle (Leinwandgröße laut Hören und Sagen 24 × 10 Meter) (Cinemiracle)*
- Essen: Europapalast (Leinwandgröße 26 × 11,8 Meter), Grugahalle (Mehrzweckhalle, Leinwandgröße hier damals gewaltige 33 × 13 Meter) (Cinemiracle)*
- Frankfurt: Lichtspiele Filmpalast
- Hamburg: Cinerama Grindel Filmtheater (Leinwandgröße 27 × 10 Meter)* (hier Deutschlandpremiere von Das war der Wilde Westen am 1. Februar 1963), UFA-Palast am Gänsemarkt (Leinwandgröße  17,5 × 8,2 Meter) (Cinemiracle)*
- Hannover: Gloria Palast (Leinwandgröße 13 × 6,1 Meter) (Cinemiracle)*
- Karlsruhe: City (Leinwandgröße 12,7 × 5,8 Meter) (Cinemiracle)*
- Koblenz: Residenz
- Köln: Residenz
- Mannheim: Scala-Filmtheater  (Leinwandgröße 16,6 × 7,8 Meter) (Cinemiracle)*
- München: City Palast, Royal Palast (Leinwandgröße 16,4 × 8,3 Meter) (Cinemiracle)* (hier Deutschlandpremiere von Windjammer am 15. Juli 1958)
- Münster: Fürstenhof (Cinemiracle)*, Münsterlandhalle (Mehrzweckhalle)
- Nürnberg: Delphi Filmpalast
- Siegen: Siegerlandhalle (Mehrzweckhalle)
- Stuttgart: Atrium (Leinwandgröße 14 × 6,3 Meter) (Cinemiracle)*
- Wiesbaden: Rhein-Main-Halle (Mehrzweckhalle)
- Neu-Ulm: Central Filmtheater (bis 1969)*

(?) nicht ganz sicher, ob dort doch nur noch 70-mm-Filme vorgeführt wurden -
(*) hier zeigte man auch den Cinemiracle-Film Windjammer.

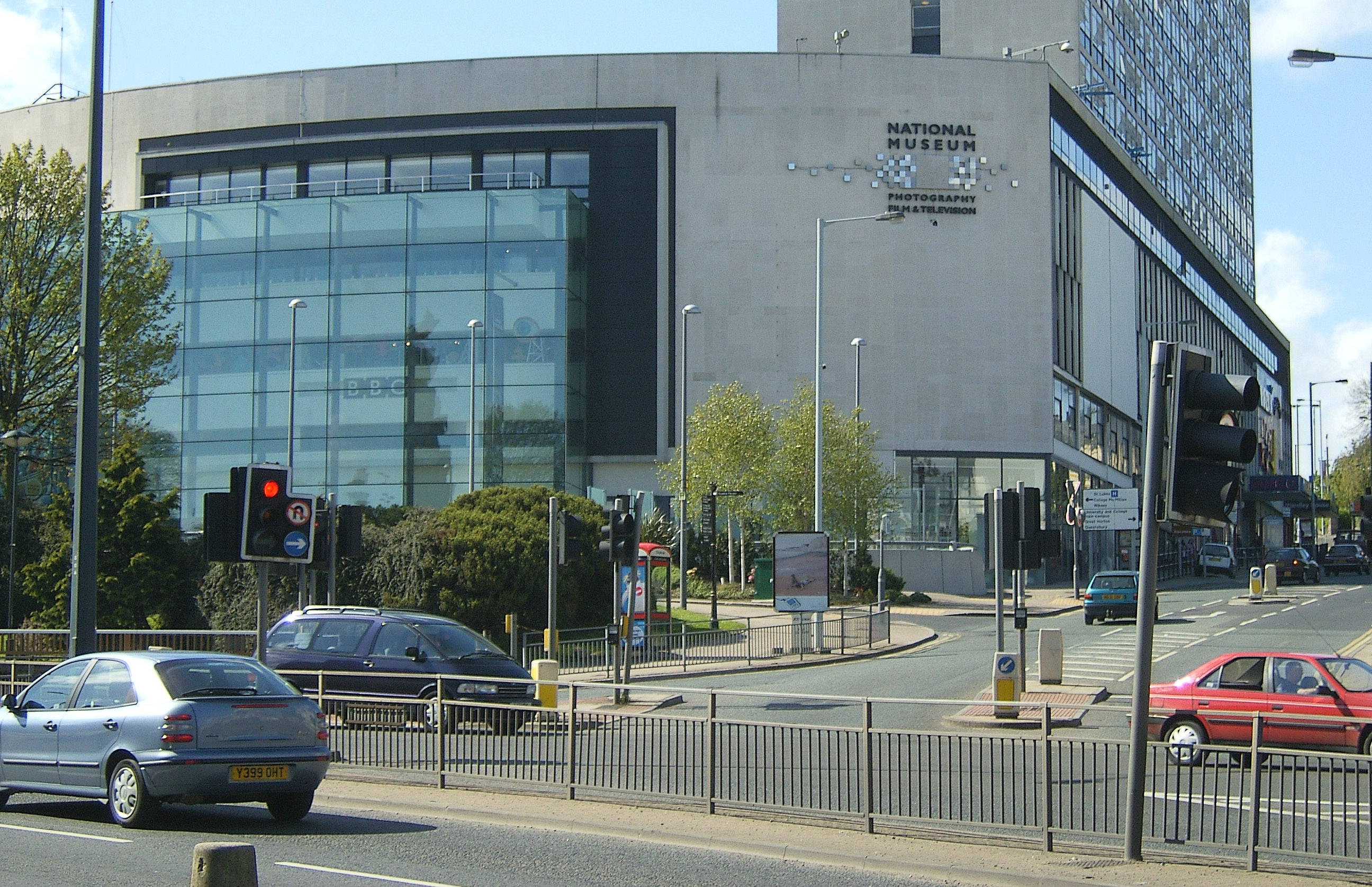
National Museum of Media, Bradford (England)

Heute werden 3-Streifen-Cinerama-Filme in Europa nur noch in einem Kino auf einer großen gekrümmten Leinwand (15,6 × 5,9 Meter, Krümmung 146 Grad) gezeigt und zwar besonders einmal im Jahr im März zum Widescreen-Filmfestival in Bradford (England). Dort befindet sich ein sehr schönes und technisch auf dem höchsten Stand ausgerüstetes Kino mit dem Namen Pictureville. Es gehört zum National Museum of Media. Einmal im Monat, für Interessierte, wird dort zusätzlich eine restaurierte Version des ersten Cinerama-Films Das ist Cinerama (This is Cinerama, 1952) präsentiert.

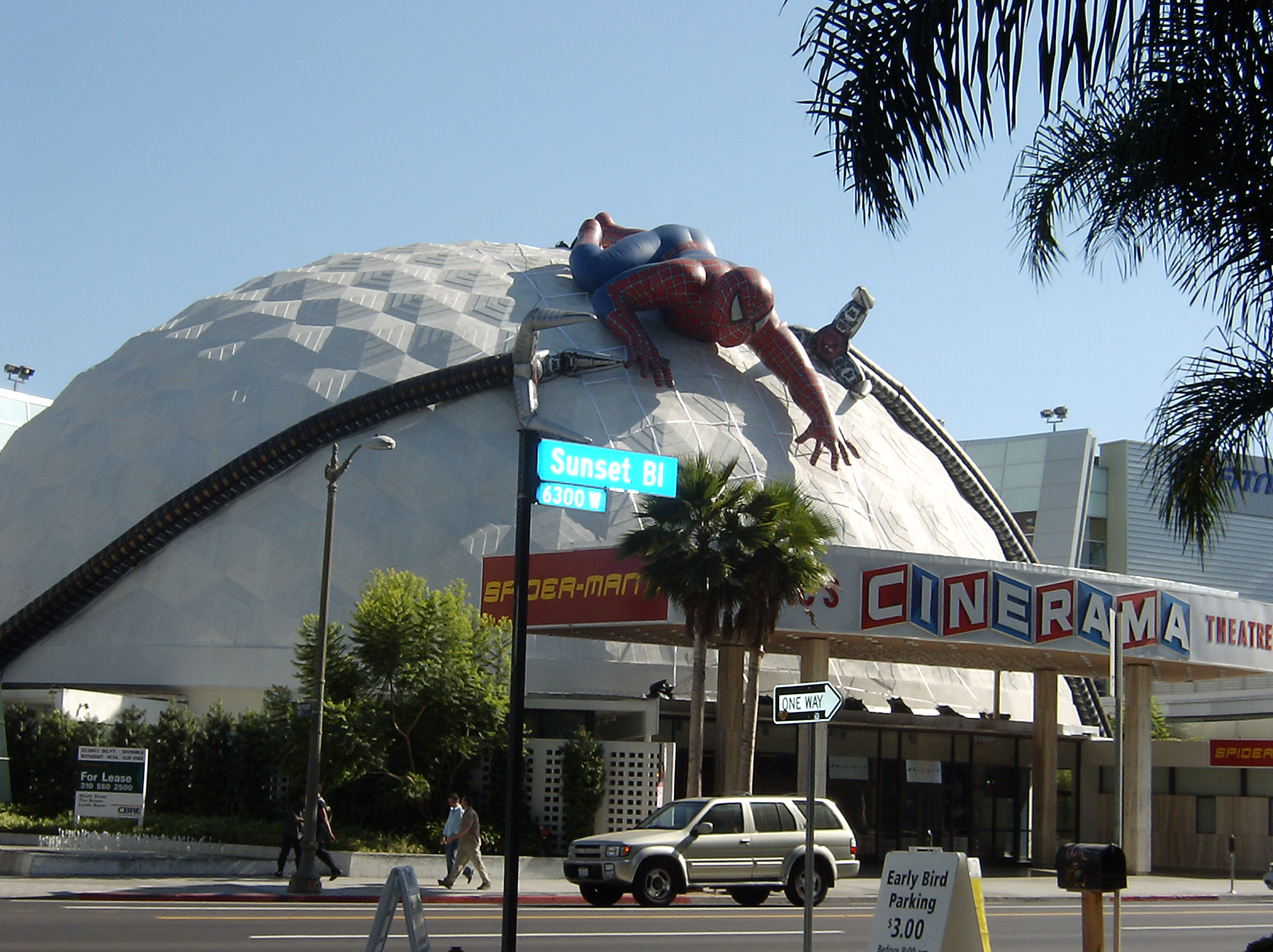
Cinerama-Theater am Sunset Boulevard in Los Angeles (geschlossen 2021)

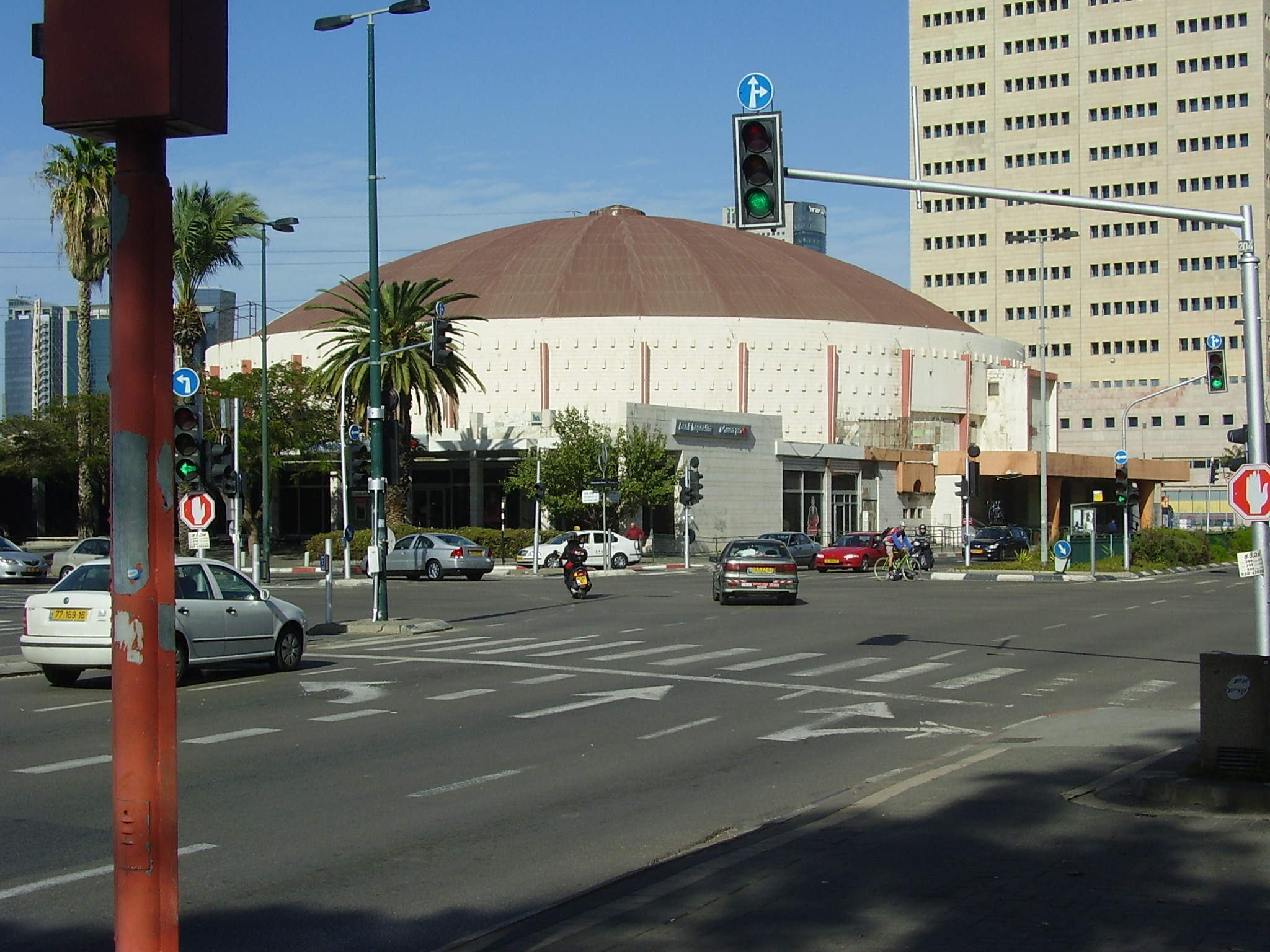
Cinerama-Theater am in Tel Aviv

Weltweit existieren nur noch 3 Kinos, in denen 3-streifige Cinerama-Filme gezeigt werden können. Bei den anderen beiden Kinos handelt es sich um den Cinerama Dome in Los Angeles (Leinwandgröße 26,2 × 9,7 Meter) und Seattle´s Martin Cinerama Theatre (Leinwandgröße 27,4 × 9 Meter).

## Kinofilme
Die Filme „Das war der Wilde Westen“ (How the West Was Won, 1962) und „Die Wunderwelt der Gebrüder Grimm“ (Wonderful World of the Brothers Grimm, 1962) waren damals die einzigen 3-streifigen Cinerama Spielfilme mit richtiger Handlung. Alle anderen waren so genannte Travelogues (Reisebeschreibungen, teils auch mit kleinen Handlungssträngen versehen). Sie wurden später in einem aufwändigen Prozess auch ins 70-mm-Format umgesetzt (aus Drei mach’ Eins). Im 35-mm-Format waren sie auch im Fernsehen zu sehen.
Auch der Cinemiracle Film „Windjammer“ (1958) wurde in den 1960ern in Europa in das CinemaScope-Format umkopiert, in Deutschland gab es auch eine „Breitwand-Kopie“ (lief im Delphi Berlin). Dabei handelte es sich allerdings nur um eine Lichtton Mono-Kopie.

### Cinerama-Filmliste (3-streifig)
- Das ist Cinerama (This Is Cinerama, 1952), Uraufführung am 30. September 1952 in New York im New York Broadway Theatre (Leinwandgröße hier damals 19 × 7 Meter), später, Anfang der 1970er, vereinzelt sogar als 70-mm-Cinerama-Film wieder aufgeführt. Die Daily News kommentierte das Ereignis mit den Worten: „Seit der Entdeckung des Penicillins gab es keine größere Sensation in New York als das Cinerama.“ Die Deutschlandpremiere fand am 30. April 1959 in Berlin im Capitol Theater am Lehniner Platz statt.
- Cinerama Holiday (1955)
- Seven Wonders of the World (1956)
- Search for Paradise (1957)
- South Seas Adventure (1958)
- Great is my Country (1958), auch: Pokoriteli morya (b), Shyroka strana moya rodnaya (a) oder dtsch. Titel: „Weit ist unser Land“, erster 3-streifiger KinoPanorama-Film, ausgezeichnet zur Brussels World Fair (EXPO) 1958, Premiere am 28. Februar 1958 im eigens dafür gebauten Cinerama-MIR-Theater in Moskau.
- Windjammer (1958), erster und einziger Cinemiracle-Film, später auch als Cinerama-Film (ohne Umlenkspiegel) aufgeführt
- The Enchanted Mirror (1959), auch: Volshevnoye zerkalo (a), 3-streifiger Kinopanorama-Film
- Naughty Curves (1959), auch: Vallatud (Ohtlikud) kurvid (b), Opasniye povoroty (a), 3-streifiger Kinopanorama-Film
- Renault Dauphine (1959), 3-streifiger kommerzieller Kurzfilm
- One Hour of unexpected Travels by Helicopter (1960), auch: Chas neozkhidannykh puteshestviy v polyote na vvertolyote (a), 3-streifiger Kinopanorama-Film
- Fourth Programme of Panorama Films: Circus Performance and On the Red Square (1961), auch: Chetvyortaya programma panoramikh filmov: Tsirkovoye predstavvleniye e Na krasnoy ploshchadyu (a), 3-streifiger Kinopanorama-Film
- USSR with an open Heart (1961), auch: SSSR s otkritim serddem (a), 3-streifiger Kinopanorama-Film
- To the Antarctic for the Whales (1961), auch: V antarktiku za kitami (a), 3-streifiger Kinopanorama-Film
- Amazing Hunting (1962), auch: Udivitelinaya okhota (a), 3-streifiger Kinopanorama-Film
- The Volga Flows on (1962), auch: Techit Volga (a), 3-streifiger Kinopanorama-Film
- Dangerous Turns (1962), auch: Opasniye Povoroty (a), erster dramatischer 3-streifiger Kinopanorama-Film
- Holiday in Spain (1962), auch: Scent of Mystery, Todd-AO 70, vereinzelt umgesetzt in 3-Streifen Cinerama
- Das war der Wilde Westen (1962), später auch in 70-mm-Cinerama-Film umkopiert
- Die Wunderwelt der Gebrüder Grimm (1962), später auch in 70-mm-Cinerama-Film umkopiert
- Best of Cinerama, dtsch: Cineramas Weltparade (1963)
- Winter Etudes, (1963), auch: Zymnie etudiye (a), 3-streifiger Kinopanorama-Film
- To Be Alive ! (1964), Dokumentations-Kurzfilm (18 Min) aufgeführt zur New York World Fair 1964/65, Oscargewinner 1966, zur Verleihung auch in 70-mm-Cinerama-Film umkopiert
- Cinerama’s Russian Adventure (1966), 3-streifiger Kinopanorama-Film, später auch in 70-mm-Cinerama-Film umkopiert
- The Bounty (1995), 3-streifiger, in Australien gedrehter, Kinopanorama-Dokumentations-Kurzfilm (14 Min) von John Steven Lasher, gezeigt in Bradford am 15. März 1995
- In the Picture (2012), 3-streifiger, in Amerika gedrehter Kurzfilm zum 60. Jubiläum von CINERAMA von David Strohmaier. Es ist der erste neue CINERAMA-Film seit 50 Jahren.

- (a) Russischer Titel, (b) Estnischer Titel

Laut der Fachzeitschrift „Weltwunder der Kinematographie“, Ausgabe Nr. 1/94, soll sogar der Film Mutiny on the Bounty (1962), gefilmt in Ultra Panavision 70, damals nur in Frankreich, Belgien und den Niederlanden in einer Cinerama-3-Band-Version gezeigt worden sein.
In Frankreich soll es laut Hörensagen von dem Film La Fayette (1965, gedreht in Super Technirama 70) auch eine 3-Streifen-Aufführung gegeben haben.

### Super-Cinerama 70-mm-Filme
- Flammende Jahre (1961) – Sovscope 70, präsentiert zum Film-Festival in Cannes 1961, erster russischer 70-mm-Film, wurde vereinzelt in Russland auch als 3-Streifen-Cinerama Film aufgeführt
- Der junge General (1962) – Super Technirama 70, nur in Europa aufgeführt
- Flying Clipper – Traumreise unter weißen Segeln (1962) – MCS-70, präsentiert als Super Cinerama 70-mm-Film
- Eine total, total verrückte Welt (1963) – Ultra Panavision 70
- Circus-Welt (1964) – Super Technirama 70
- The Golden Head (1964), auch: Millie goes to Budapest – Super Technirama 70, nur in Europa aufgeführt
- Die schwarze Tulpe (1964) – MCS-70, präsentiert als Super Cinerama 70-mm-Film, nur in Europa aufgeführt
- Die letzte Schlacht (1965) – Ultra Panavision 70
- Die größte Geschichte aller Zeiten (1965) – Ultra Panavision 70
- Vierzig Wagen westwärts (1965) – Ultra Panavision 70
- Grand Prix (1966) – Super Panavision 70
- Khartoum (1966) – Ultra Panavision 70
- Ein Tag zum Kämpfen (1967) – Super Technirama 70
- 2001: Odyssee im Weltraum (1968) – Super Panavision 70
- Eisstation Zebra (1968) – Super Panavision 70
- Krakatoa – Das größte Abenteuer des letzten Jahrhunderts (1969) – Todd-AO, präsentiert als Super Cinerama 70-mm-Film
- Song of Norway (1970) – Super Panavision 70
- Das vergessene Tal (1971) – Todd-AO, präsentiert als Super Cinerama 70-mm-Film

Die Filme J & M – Dynamit in der Schnauze (Arrivano Joe e Margherito) 1974, gefilmt in Todd-AO 35, und Der große Walzer (The Great Waltz) 1972, gefilmt in Panavision (35 mm), wurden in England einst auch als Cinerama-Filme „promoted“. In Wirklichkeit handelte es sich lediglich um 70-mm-Vergrößerungen.